# فرودگاه هلیکوپتر مرکز پزشکی پورتلند ادونتیست
 فرودگاه هلیکوپتر مرکز پزشکی پورتلند ادونتیست (به انگلیسی: Portland Adventist Medical Center Heliport) یک فرودگاه خصوصی است . این فرودگاه در شهر پورتلند، اورگن کشور ایالات متحده آمریکا قرار دارد و در ارتفاع ۷۸ متری از سطح دریا واقع شده است.